# Nicolás Otamendi
Nicolás Hernán Gonzalo Otamendi (ur. 12 lutego 1988 w Buenos Aires) – argentyński piłkarz, występujący na pozycji obrońcy w portugalskim klubie SL Benfica, którego jest kapitanem oraz w reprezentacji Argentyny. Złoty medalista Mistrzostw Świata 2022 oraz Copa América 2021. Srebrny medalista Copa América 2015 i 2016 oraz brązowy medalista Copa América 2019. Uczestnik Copa América 2024. Dwukrotny zwycięzca ligi Angielskiej.

## Kariera klubowa
W zespole Vélez Sársfield Otamendi zadebiutował 10 maja 2008 roku w meczu z Rosario Central, wchodząc w 84. minucie meczu z ławki rezerwowych. Jego zespół wygrał w tym samym roku rozgrywki Clausury i Apertury. 18 października 2008 po raz pierwszy zagrał w całym spotkaniu, był to mecz z Arsenal Sarandí. Łącznie w całym sezonie 2008/2009 rozegrał 18 meczów. Vélez Sársfield wygrało także rozgrywki Clausury i zostało mistrzem Argentyny. 29 sierpnia 2009 w spotkaniu z Arsenal Sarandí Otamendi strzelił pierwszą bramkę w zawodowej karierze.
Latem 2010 został zawodnikiem portugalskiego FC Porto. W lutym 2014 roku podpisał pięcioletni kontrakt z hiszpańską Valencią, skąd został do końca sezonu 2013/14 wypożyczony do brazylijskiego Atlético Mineiro.

## Kariera reprezentacyjna
W reprezentacji Argentyny zadebiutował 20 maja 2009 w wygranym 3:1 towarzyskim meczu z Panamą.

## Sukcesy

### Vélez Sársfield
- Mistrzostwo Argentyny: 2009

### FC Porto
- Mistrzostwo Portugalii: 2010/2011, 2011/2012, 2012/2013
- Puchar Portugalii: 2010/2011
- Superpuchar Portugalii: 2011, 2012, 2013
- Liga Europy UEFA: 2010/2011

### Manchester City
- Mistrzostwo Anglii: 2017/2018, 2018/2019
- Puchar Anglii: 2018/2019
- Puchar Ligi Angielskiej: 2015/2016, 2017/2018, 2018/2019, 2019/2020
- Tarcza Wspólnoty: 2018, 2019

### SL Benfica
- Mistrzostwo Portugalii: 2022/2023
- Puchar Ligi Portugalskiej: 2024/2025
- Superpuchar Portugalii: 2024

### Reprezentacyjne
- Mistrzostwo świata: 2022
- Mistrz Copa América: 2021
- Wicemistrz Copa América: 2015, 2016
- 3. miejsce na Copa América: 2019

### Indywidualne
- Południowoamerykańska drużyna roku: 2009
- Drużyna sezonu La Liga: 2014/2015
- Drużyna turnieju Copa América: 2015, 2016
- Drużyna roku w Premier League według PFA: 2017/2018